# Liste der Monuments historiques in Lumes
Die Liste der Monuments historiques in Lumes führt die Monuments historiques in der französischen Gemeinde Lumes auf.

## Liste der Immobilien
| Bezeichnung      | Beschreibung                                                                         | Standort              | Kennzeichnung | Schutzstatus | Datum | Bild           |
| ---------------- | ------------------------------------------------------------------------------------ | --------------------- | ------------- | ------------ | ----- | -------------- |
| Château de Lumes | Ruine einer Niederungsburg, vermutlich vor dem 15. Jahrhundert erbaut, 1552 zerstört | Rue de la Gare (Lage) | PA00132581    | Classé       | 1994  | weitere Bilder |